# Hunyadi László
Hunyadi László (Ladislao Hunyadi) es una ópera en tres actos con música de Ferenc Erkel y libreto en húngaro de Béni Egressy, basado en una obra de Lörinc Tóth. Se estrenó en el Pesti Nemzeti Magyar Színház el 27 de enero de 1844 de Budapest. Hunyadi László está considerada la primera ópera húngara importante y el estilo musical de Erkel bebe de influencias folclóricas, en particular la danza conocida como el verbunkos.
Es una ópera poco representada en la actualidad; en las estadísticas de Operabase aparece con solo tres representaciones en el período 2005-2010.

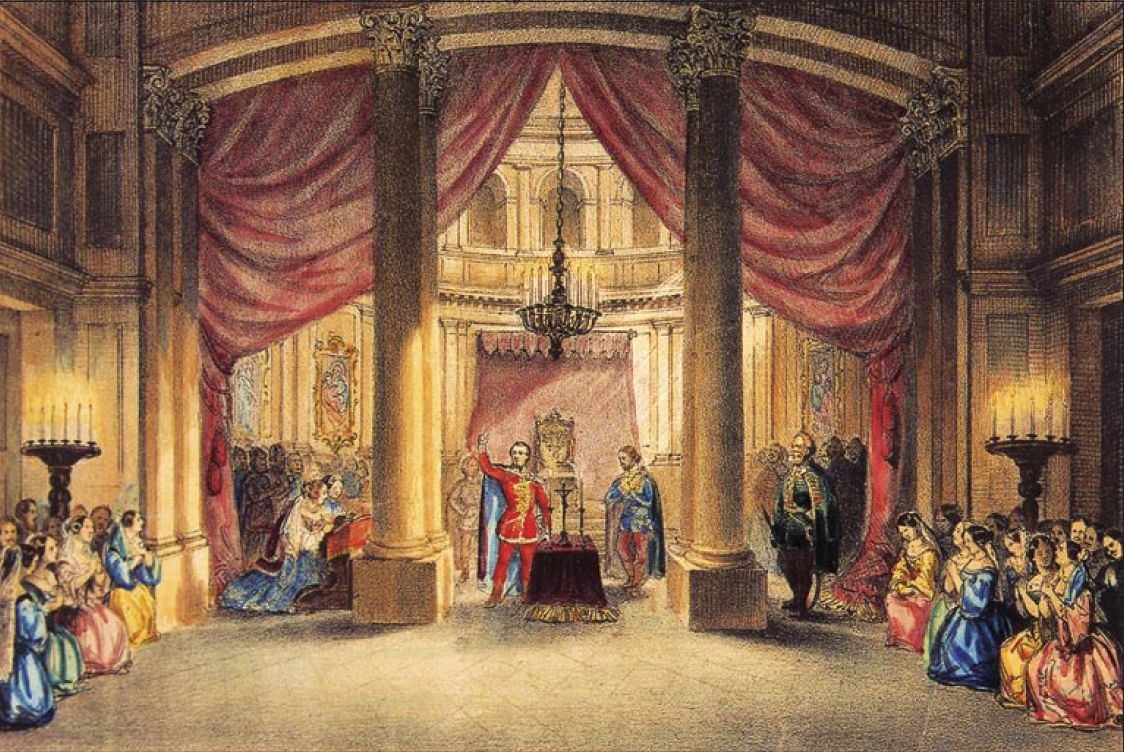
Litografía de Ágost Frigyes Walzel: escena de la ópera Hunyadi László.

## Personajes
| Personaje                                | Tesitura     | Reparto del estreno, 27 de enero de 1844 (Director: - ) |
| ---------------------------------------- | ------------ | ------------------------------------------------------- |
| László V rey de Hungría                  | tenor        | Mihály Havi                                             |
| Erzsébet Szilágyi viuda de János Hunyadi | soprano      | Rozália Klein Schodel                                   |
| László Hunyadi su hijo                   | tenor        | Adolf Pecz                                              |
| Mátyás Hunyadi hermano de László         | mezzosoprano | Rosa Csillag                                            |
| Miklós Gara el conde palatino            | bajo         | Miklós Udvarhelyi                                       |
| Mária su hija                            | soprano      | Leopoldina Molnár                                       |
| Ulrik Cilley el regente                  | barítono     | Mihály Füredy                                           |
| Rozgonyi un oficial del ejército         | barítono     |                                                         |